# Amegilla insularis
Amegilla insularis är en biart som först beskrevs av Smith 1857.  Amegilla insularis ingår i släktet Amegilla och familjen långtungebin. Inga underarter finns listade i Catalogue of Life.